# ای‌بی‌اس جتس
ای‌بی‌اس جتس (به انگلیسی: ABS Jets) یک شرکت هواپیمایی است که در تاریخ ۲۰۰۴ میلادی تأسیس شده است. دفتر مرکزی ای‌بی‌اس جتس در پراگ، جمهوری چک واقع شده‌است و قطب این شرکت هواپیمایی در فرودگاه پراگ رازیون قرار دارد.